# Tomești, Hunedoara
Tomești là một xã thuộc hạt Hunedoara, România. Dân số thời điểm năm 2002 là 1298 người.